# Phyllolepida
I fillolepidi (Phyllolepida) sono un ordine di pesci estinti appartenenti ai placodermi. Vissero nel corso del Devoniano, e i loro resti sono stati trovati in varie parti del mondo.

## Descrizione
Il corpo di questi animali era piatto e largo, con una corazza di piastre ossee a coprire la quasi totalità della superficie; al contrario dei petalittidi, i fossili di questi animali includono gli apparati boccali, che erano eccezionalmente larghi. Gli occhi erano estremamente piccoli e posti ai lati del cranio, al contrario di quelli di altri predatori di fondale (come l'halibut o il pesce lucerna), che hanno gli occhi rivolti verso l'alto; si pensa quindi che i fillolepidi fossero ciechi.

## Classificazione
Nonostante si abbia un'idea piuttosto chiara dell'anatomia e dello stile di vita dei fillolepidi, la maggior parte dei fossili rinvenuti constano di frammenti dell'armatura toracica. Solo due generi, Phyllolepis e Austrophyllolepis, sono stati studiati in modo approfondito. Dall'articolazione delle placche toraciche e craniche sembra plausibile che queste forme costituissero il sister group degli artrodiri, o addirittura fossero un gruppo di artrodiri molto specializzati.

## Stile di vita
Si pensa che i fillolepidi fossero predatori di fondale, che tendevano agguati alle loro prede tramite bruschi movimenti del corpo semisepolto sotto la sabbia. La bocca ampia era perfetta per creare un risucchio d'acqua che permetteva ai fillolepidi di catturare le prede che nuotavano in prossimità. Al contrario di molti placodermi, questi animali erano pesci d'acqua dolce.